# Guaita
 (février 2023).
Si vous disposez d'ouvrages ou d'articles de référence ou si vous connaissez des sites web de qualité traitant du thème abordé ici, merci de compléter l'article en donnant les références utiles à sa vérifiabilité et en les liant à la section « Notes et références ».
Pour les articles homonymes, voir Guaita (homonymie).

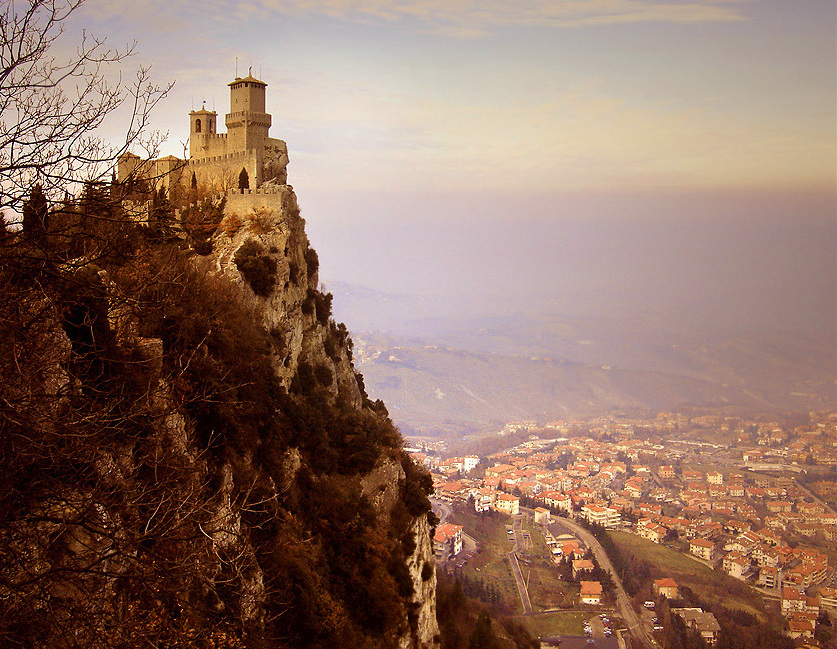
Tour de Guaita surplombant la ville.

Guaita est un des trois pics du mont Titano, qui surplombent la ville de Saint-Marin, capitale de la République de Saint-Marin. Les deux autres pics sont Cesta (aussi appelé De La Fratta) et Montale. Chacun de ces trois sommets porte un des trois châteaux (ou tours) qui assurèrent la défense de la Ville de Saint-Marin, que l'on retrouve stylisés sur les armoiries de la république.

Armoiries de la République de Saint-Marin.

## Forteresse de Guaita
La forteresse de Guaita est la plus ancienne et la plus grande des trois tours construites sur le mont Titano. Elle a été construite durant le XIe siècle et utilisée brièvement comme prison. Après la dernière restauration réalisée en 1930, la forteresse a été rendue accessible aux visiteurs.